# Saint-Ange-le-Viel
Saint-Ange-le-Viel är en kommun i departementet Seine-et-Marne i regionen Île-de-France i norra Frankrike. Kommunen ligger i kantonen Lorrez-le-Bocage-Préaux som tillhör arrondissementet Fontainebleau. År 2018 hade Saint-Ange-le-Viel 232 invånare.

## Befolkningsutveckling
Antalet invånare i kommunen Saint-Ange-le-Viel
| Referens: INSEE |